# Chacina de Matupá
A chacina de Matupá refere-se a um episódio de linchamento coletivo ocorrido no dia 23 de novembro de 1990, no município de Matupá, localizado no norte do estado de Mato Grosso, Brasil. Três homens acusados de manter uma família refém por várias horas foram mortos por populares após se renderem à polícia. Os autores do linchamento incendiaram os corpos das vítimas em um campo aberto, diante de uma multidão.

## Contexto
Matupá era um município recém-emancipado, criado em 1988, e enfrentava desafios comuns a regiões de crescimento acelerado, como problemas com segurança pública. O episódio ocorreu em meio a um cenário de desconfiança nas instituições e sensação de impunidade, fatores que contribuíram para a mobilização popular violenta.

## O caso
Três homens — Ivacir Garcia dos Santos, Arci Garcia dos Santos e Osvaldo José Bachinan — invadiram uma residência na cidade e mantiveram duas mulheres e quatro crianças sob ameaça por cerca de 15 horas. Após negociação com a Polícia Militar, os suspeitos se renderam. Durante o transporte sob custódia policial, eles foram retirados dos veículos por moradores, agredidos e mortos.
Imagens do linchamento, gravadas por um cinegrafista amador, foram divulgadas em veículos de comunicação do país e do exterior.

## Repercussão
O episódio teve grande repercussão nacional e internacional, sendo frequentemente citado por estudiosos e entidades de direitos humanos como exemplo de justiça sumária e falência do aparato estatal de segurança.

## Processos judiciais
Foram denunciadas 18 pessoas, entre civis e policiais. Os processos foram desmembrados, e as audiências se estenderam por mais de duas décadas. Em 2011, sete policiais militares foram levados a júri popular.
Em 2014, o último réu civil, Arlindo Capitani, foi absolvido pelo Tribunal do Júri de Matupá.
A morosidade no julgamento dos acusados e a dificuldade de responsabilização dos envolvidos foram alvo de críticas por parte de entidades jurídicas e organizações da sociedade civil.

## Legado
O caso permanece como um dos episódios mais emblemáticos de linchamento no Brasil. É tema recorrente em debates sobre segurança pública, justiça com as próprias mãos e direitos humanos. O Conselho Nacional de Justiça (CNJ) chegou a organizar sessões públicas para discutir o impacto do caso e permitir o acompanhamento dos julgamentos pela sociedade.